# Attentato a Hebron (1980)
Nell'attentato a Hebron del 1980, avvenuto il 2 maggio 1980, sei civili ebrei: tre israeliani, due americani e un canadese, furono uccisi e altri 20 furono feriti mentre tornavano a casa dalla preghiera dello Shabbat alla Tomba dei Patriarchi a Hebron. Cinque dei sei uccisi erano studenti della yeshivah di età compresa tra 20 e 21 anni. Furono attaccati con colpi di arma da fuoco e granate dai tetti intorno a un piccolo vicolo.
Fu l'attacco terroristico con più vittime nella Cisgiordania parzialmente occupata da Israele dai tempi della guerra dei sei giorni.

## Contesto
L'attacco, senza precedenti nel periodo successivo al 1967, venne inteso come segno di una transizione da attacchi "mordi e fuggi" ad attacchi volti a ottenere vittime di massa mediante l'uso di tattiche militari e un'attenta pianificazione.

## L'attacco
L'attacco venne attentamente pianificato in stile militare. I terroristi studiarono il percorso e la tempistica del ritorno dei fedeli alla residenza ebraica nell'ex clinica di Hadassah (Beit Hadassah) il venerdì sera e attaccarono sia dalla strada che dal tetto non appena gli ebrei apparvero nello stretto passaggio. Il terrorista Adnan Jabar si posizionò sul tetto di un edificio di fronte alla clinica medica Hadassah con in mano un kalashnikov con il quale aprì il fuoco non appena vide i pedoni ebrei. Le guardie israeliane dell'ex clinica risposero immediatamente al fuoco. Gli autori ammisero di aver ricevuto istruzioni direttamente da Khalil al-Wazir. Israele inviò una nota di protesta alle Nazioni Unite, sostenendo che "questo incidente criminale illustra ancora una volta il vero carattere dell'OLP e i suoi obiettivi violenti".

## Azioni legali

### Indagine
Venne scoperto un vasto deposito di esplosivi ed armi, incluse quelle usate nell'attacco.

### Arresti
Nel settembre 1980, quattro membri di Al-Fatah furono arrestati e accusati di aver perpetrato l'attacco. Uno dei 4 si era formato in Unione Sovietica, due furono arrestati mentre cercavano di passare da Israele alla Giordania.
Altri sei arabi palestinesi furono presi in custodia, accusati di aver aiutato i terroristi fornendo alloggio e trasporto.

### Processo e condanna
Tutti e quattro i terroristi furono condannati all'ergastolo, ma in seguito furono rilasciati durante uno scambio di prigionieri.

## Vittime
- Tzvi Glatt, 20 anni, studente yeshiva americano-israeliano presso la yeshiva Mercaz HaRav di Gerusalemme,[8] autore di "Rise From the Dust";[9]
- Shmuel Mermelstein, 21 anni, studente yeshiva di Montreal[8] che studiava a Yeshivat Kerem B'Yavneh;
- Gershon Klein, 20 anni, studente yeshiva al Nir Yeshiva di Kiryat Arba;
- Hanan Krauthamer, 21 anni, di Bnei Brak, studente yeshiva franco-israeliano al Nir Yeshiva;
- Yaakov Zimmerman, 20 anni, di Bnei Brak,[10] studente yeshiva al Nir Yeshiva;
- Eli HaZeev, 32 anni, veterano della guerra del Vietnam arrivato in Israele durante la guerra dello Yom Kippur e convertitosi al giudaismo.[11][12]

## Autori
Tutti i terroristi erano membri di Fatah (tra parentesi l'età).
- Yasser Hussein Mohammed Zedat (30), caposquadra. Da Hebron; fuggì in Giordania dopo aver lanciato un razzo Katyusha contro Kiryat Arba nell'aprile 1977; addestrato in tattiche terroristiche in Libano;[5]
- Adnan Jabar (32), secondo in comando.[5] Era stato addestrato per 6 mesi a Skhodnya, in Unione Sovietica nel 1974, in un programma in cui i militanti di Fatah e del Fronte Popolare per la Liberazione della Palestina si erano formati insieme;[3]
- Tayseer Abu Sneineh (30). Eletto sindaco di Hebron nel 2017;[1]
- Mohammed Shubaki (32). Contadino. Accusato anche in una sparatoria nel 1979 ad una coppia israeliana.[5]

### Complici
- Omar Haroub (30 anni). Accusato di aver fornito armi e mezzi di trasporto la notte dell'agguato.[5]

## Impatto
L'attacco spinse il governo di Menachem Begin a ristrutturare la clinica Hadassah e a consentire agli ebrei di vivere negli edifici Beit Hason e Beit Schneerson adiacenti.
La comunità israeliana di Beit Hagai venne fondata nel 1982 da ex compagni di classe dei ragazzi uccisi in questo attacco. Oltre ad essere il nome di un profeta biblico, Aggeo, è l'acronimo dei nomi di Hanan Krauthamer, Gershon Klein e Yaakov Zimmerman, tre studenti Nir Yeshiva (Kiryat Arba) uccisi il 2 maggio 1980.